# 2023 en Libye
Chronologie de la Libye
- 2019
- 2020
- 2021
- 2022
- 2023
- 2024
- 2025
- 2026
- 2027

Cet article traite des événements qui se sont produits durant l'année 2023 en Libye ou qui concernent ce pays.

## Événements
- 14 et 15 août : des affrontements entre groupes armés à Tripoli font au moins 55 morts et 100 blessés d'après les représentants de l'ONU (MANUL)[1].
- 28 août : Najla El Mangoush, ministre des affaires étrangères est limogée. Il lui est reproché une rencontre à Rome avec Eli Cohen son homologue Israélien. Elle qualifie cette rencontre de "fortuite et non officielle". Najla al-Mangoush s'enfuit en Turquie[2].

- 10 septembre : 

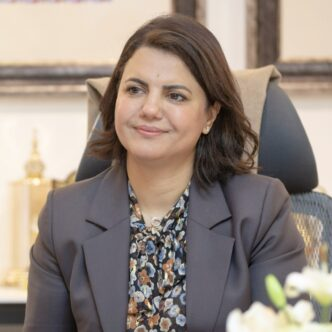
Najla El Mangoush.

  - la tempête Daniel traverse la Libye et provoque la mort de plus de 11 400 personnes.
  - Rupture du barrage de Derna situé sur le cours de l'oued Derna, en amont de Derna, dans le Djebel Akhdar et servant à l'irrigation et à la prévention des crues. Cependant, par manque de maintenance et lors de la tempête Daniel, il se rompt brutalement avec le barrage de Mansour, entraînant une inondation catastrophique de la ville et provoquant des destructions majeures, plus de 10 000 morts et autant de disparus.

## Sport
- La saison 2022-2023 du Championnat de Libye de football est la cinquantième édition du championnat de première division libyenne. Vingt clubs prennent part au championnat organisé par la fédération. Les équipes sont réparties en deux poules de dix où elles rencontrent leurs adversaires deux fois au cours de la saison. À l'issue du premier tour, les trois premiers de chaque groupe s'affrontent pour déterminer les qualifiés pour la Ligue des champions et pour la Coupe de la confédération et le champion de Libye. À la fin des rencontres des poules, les  derniers de chaque poule sont relégués, les avant-derniers disputent un barrage de maintien contre un club de deuxième division.